# Colossendeis mica
Colossendeis mica är en havsspindelart som beskrevs av Pushkin, A.F. 1970. Colossendeis mica ingår i släktet Colossendeis och familjen Colossendeidae. Inga underarter finns listade i Catalogue of Life.